# Priacanthus meeki
Priacanthus meeki — вид лучепёрых рыб семейства каталуфовых. Максимальная длина тела 33 см. Распространены в восточной части Тихого океана: Гавайские острова и острова Мидуэй; единственный молодой экземпляр зарегистрирован на Галапагосских островах. Некоторые особи достигают атолла Джонстон. Обитают на коралловых рифах, на глубине от 2 до 230 м. Безвредны для человека, существованию вида ничто не угрожает. Служат объектом местного промысла и коммерческой торговли в аквариумистике.